# حزب العيش والحرية
حزب العيش والحرية، هو حزب اشتراكي ديمقراطي في مصر أنشأه أعضاء سابقون في حزب التحالف الشعبي الاشتراكي. لم يتم تسجيل الحزب حتى 10 فبراير 2014.
قدم 280 عضوًا من حزب التحالف الشعبي الاشتراكي استقالاتهم في أوائل نوفمبر 2013، على الرغم من رفض الاستقالات من قبل عبد الغفار شكر، رئيس الحزب. وذكر موقع ديلي نيوز إيجيبت أن عدد الأعضاء المستقيلين هو 304. وانتقد الأعضاء المستقيلون حزبهم السابق لانحيازه للجيش خلال الفترة الانتقالية ودفاعه عن تصرفات الشرطة. تشمل سياسات حزب العيش والحرية إعادة توزيع الثروة والتنمية.